# Hohenbergia stellata
Hohenbergia stellata är en gräsväxtart som beskrevs av Schult. och Julius Hermann Schultes. Hohenbergia stellata ingår i släktet Hohenbergia och familjen Bromeliaceae. Inga underarter finns listade i Catalogue of Life.

## Bildgalleri

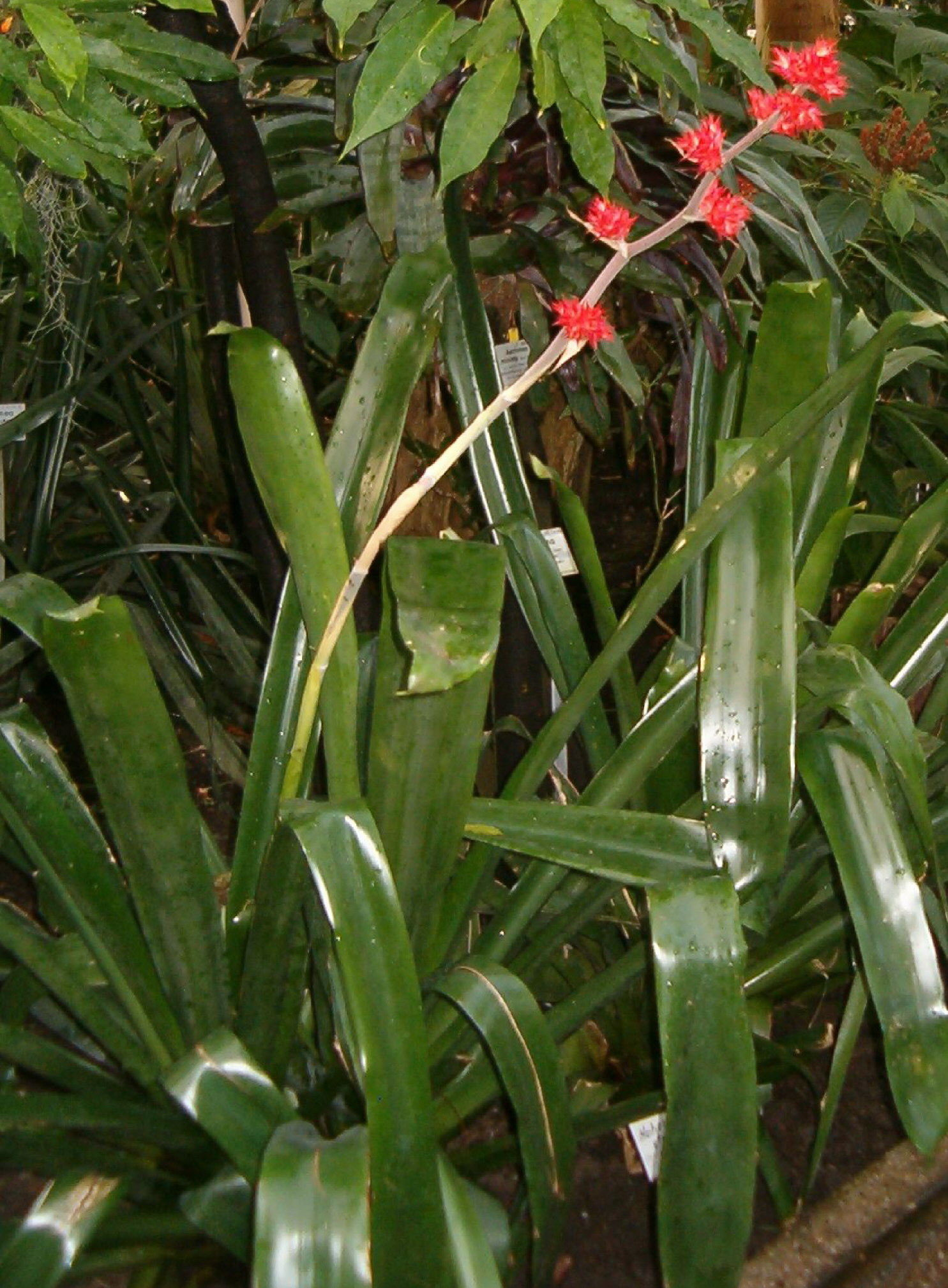
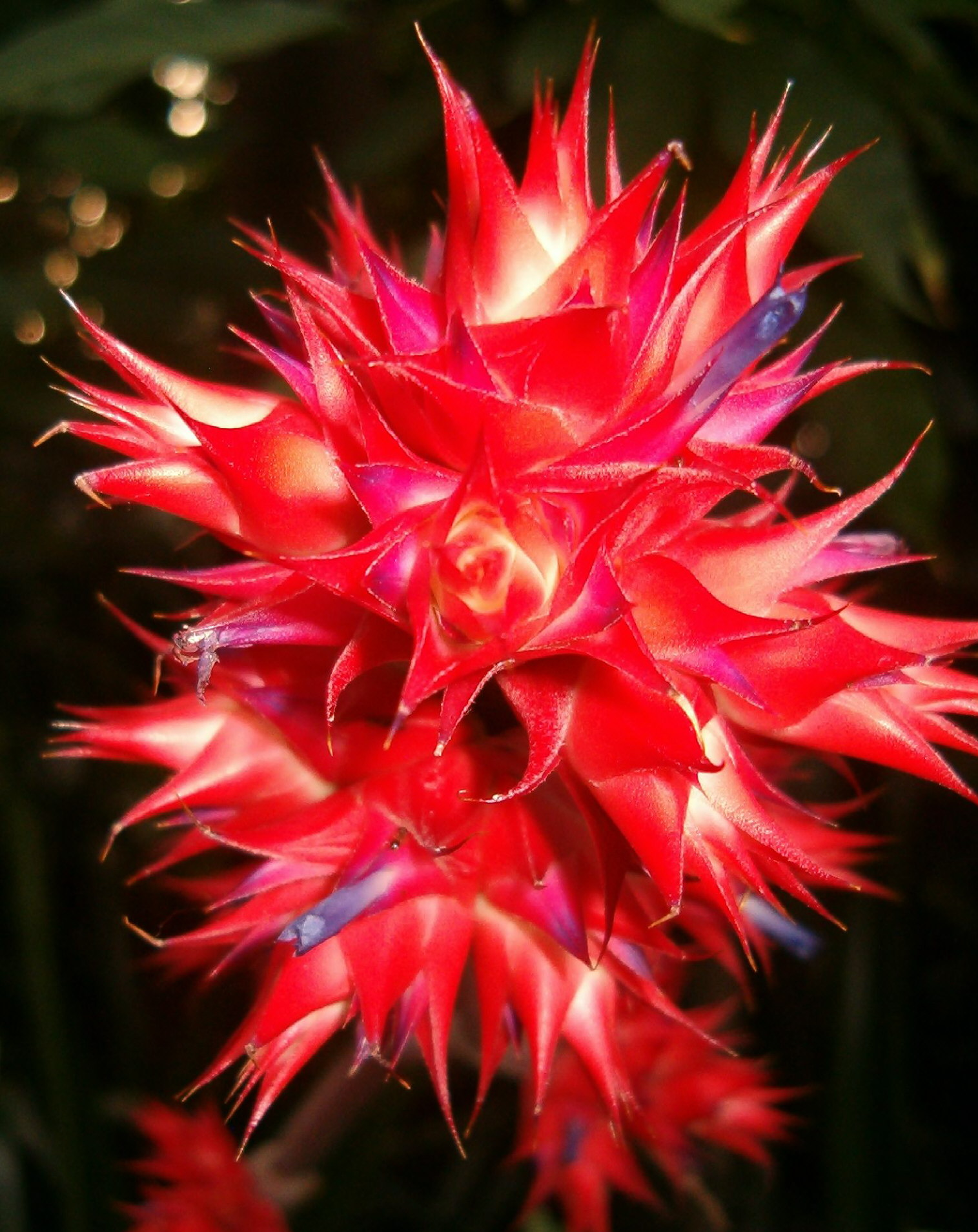
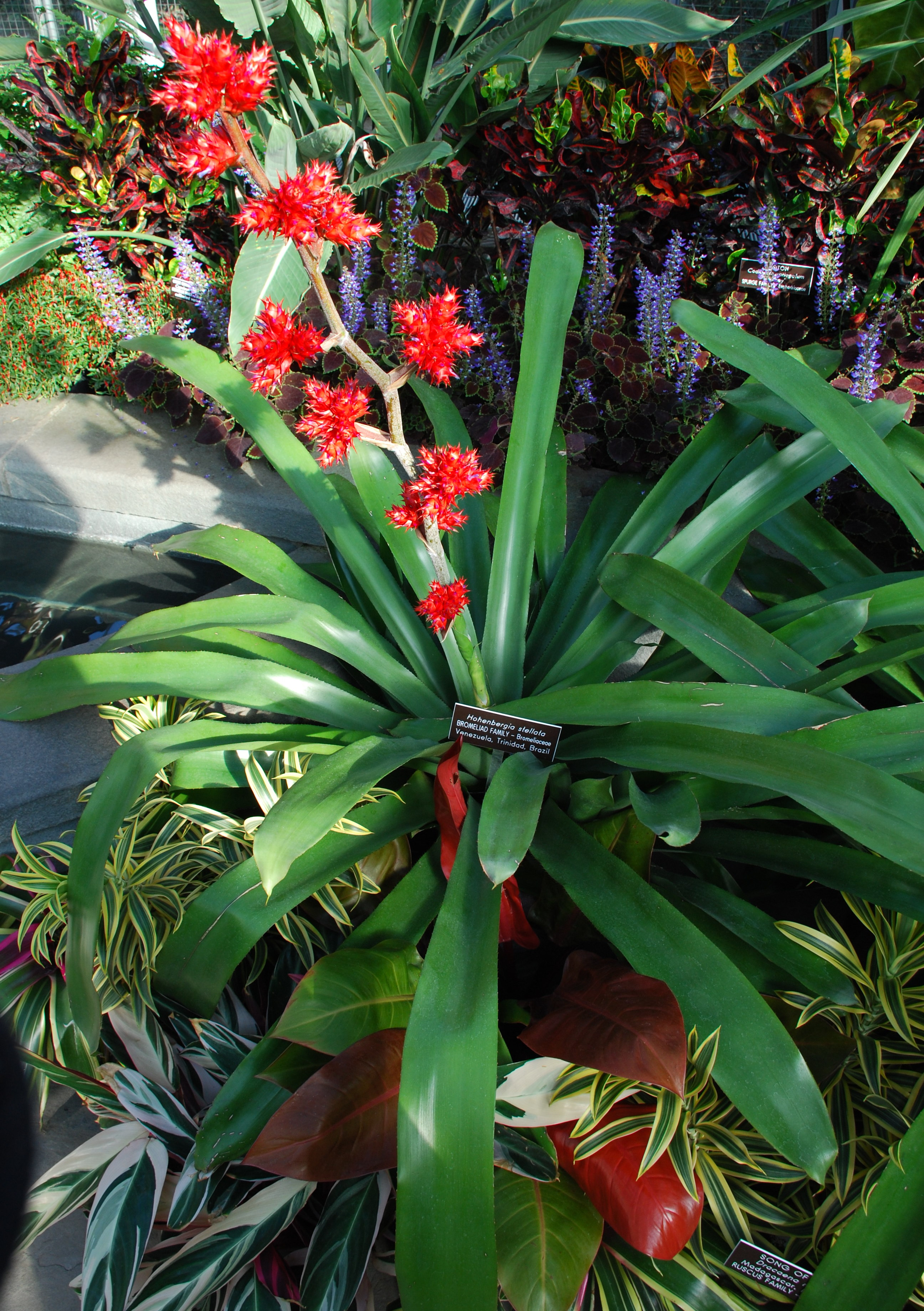
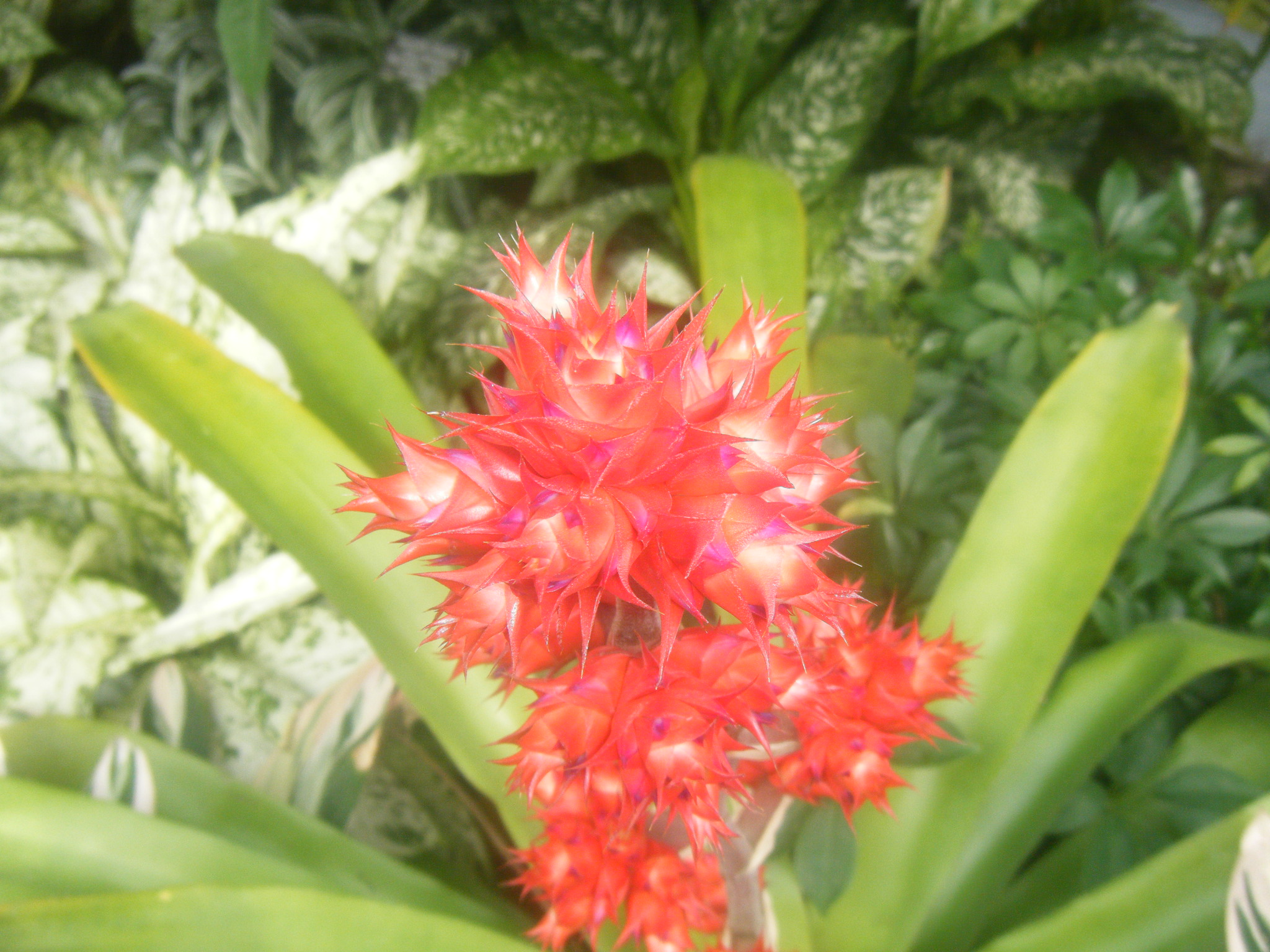
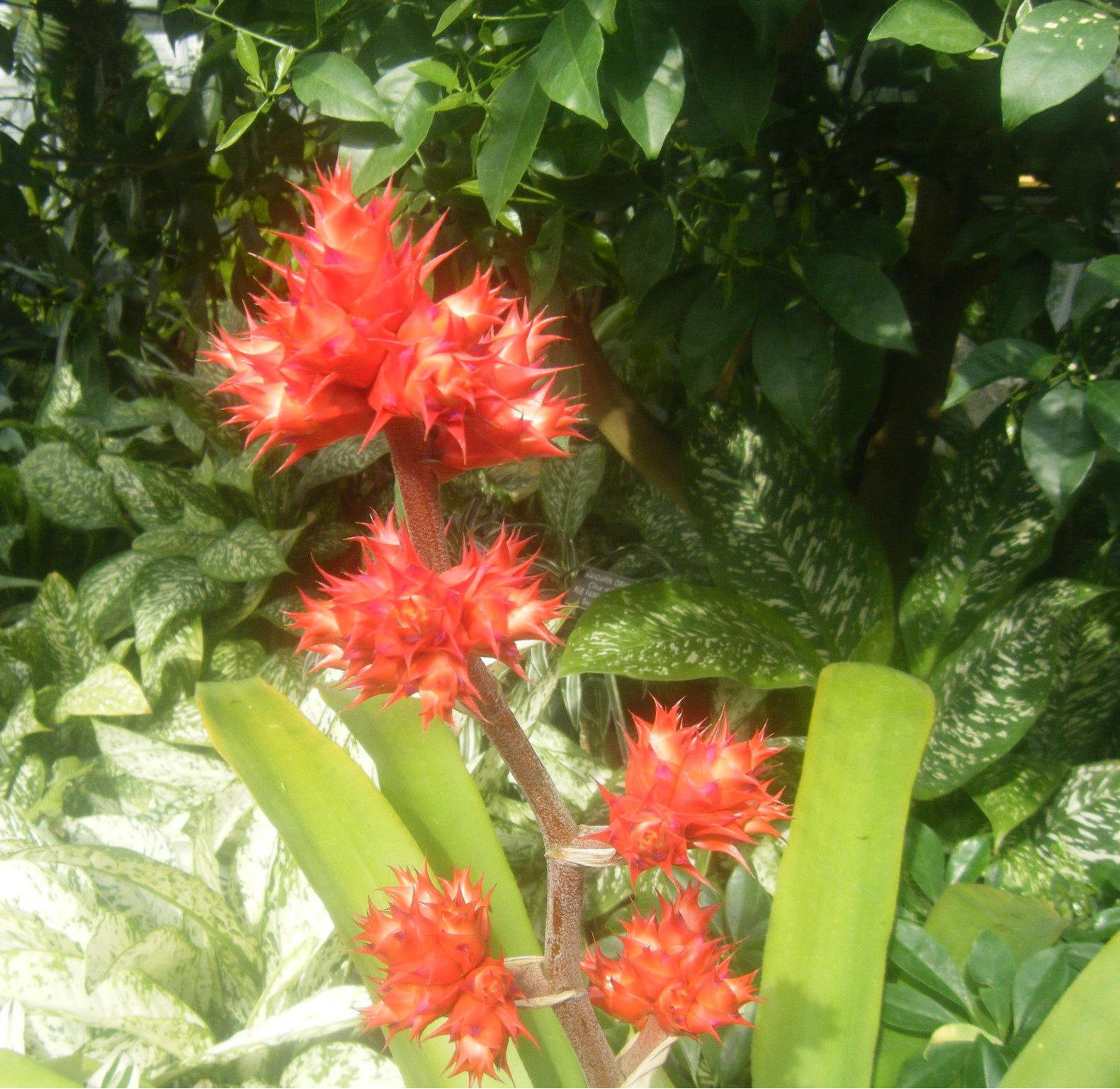
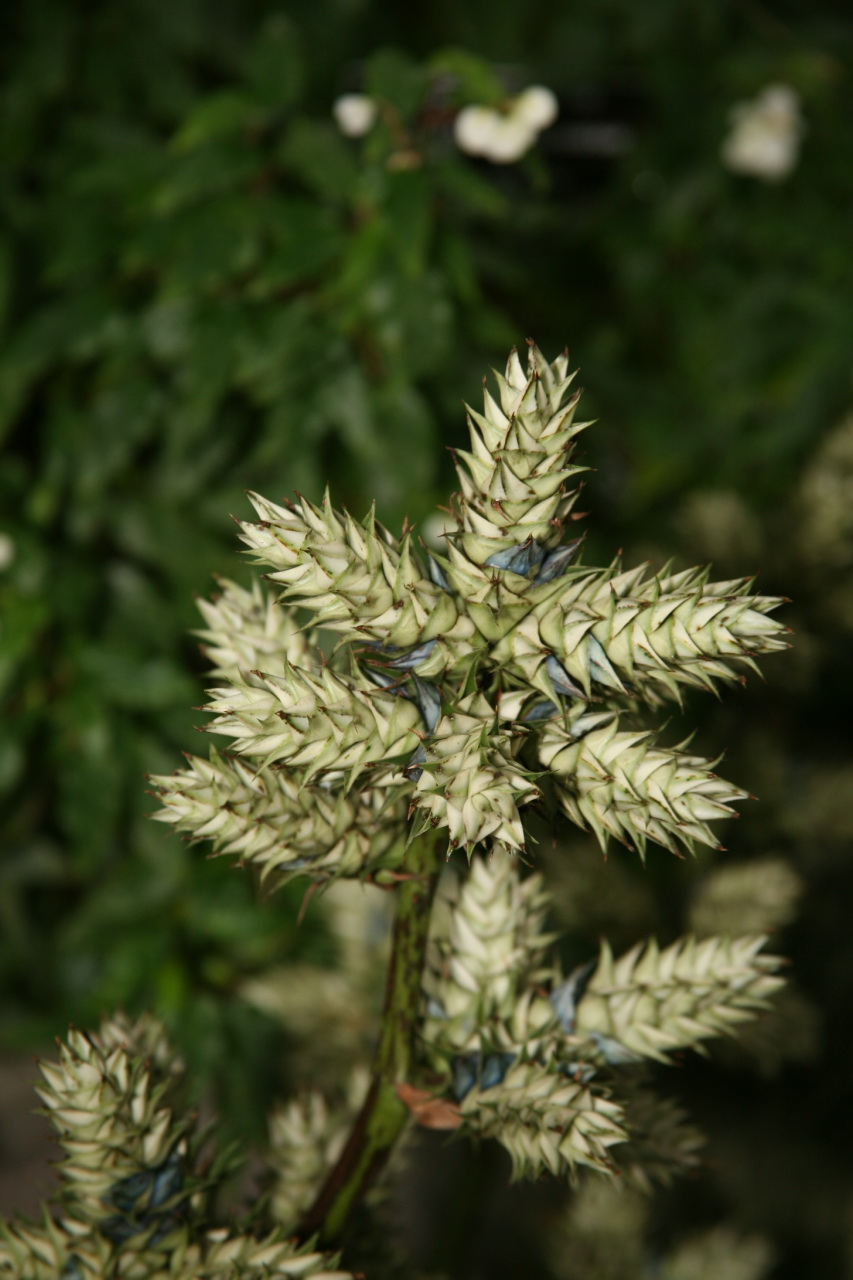